# 大联盟 (比哈尔)
大联盟（羅馬化：Mahagathbandhan）是印度比哈尔邦的一个左翼政党联盟，成立于2015年。

## 成员
- 民族人民党
- 印度国民大会党
- 印度共产党（马列）解放
- 印度共产党
- 印度共产党（马克思主义）
- 进步人类党（英语：Vikassheel Insaan Party）

## 前成员
- 民族人民公平党（英语：Rashtriya Lok Samta Party）
- 印度斯坦人民阵线（世俗）（英语：Hindustani Awam Morcha）
- 人民党（联合）